# 심리부검
심리부검, 또는 심리적 부검(psychological autopsy)은 자살을 행한 사망자의 죽음과 관련된 정신적, 행동적인 요인들을 규명하는 행위이다.

## 역사
최초로 자살 사건의 원인을 규명하려던 시도는 대공황 시기의 미국 뉴욕에서 발생한 연속 자살사건을 경찰이 조사하였던 것이다. 심리부검의 개념은 1950년대 후반에 처음 등장한다. 당시 막 설립되었던 LA 자살 예방 센터에 LA 경찰이 자살을 한 것으로 의심되는 사망자에 대한 분석을 의뢰하면서 조사가 이루어졌고, 이를 심리부검의 기원으로 본다. 이후 에드윈 슈나이드먼이 1977년 "심리 부검(psychological autopsy)"이란 용어를 처음 정의하며 개념이 정리되었다.

## 방법 및 원칙
정신과 전문의와 심리학자 등 전문가들이 자살자의 가족을 비롯한 지인을 심층적으로 인터뷰하고, 고인의 개인적 기록과 병원 진료 기록 등을 분석해 자살의 이유를 과학적으로 규명한다.

## 같이 보기
- 자살
- 사망학
- 정신분석